# ウルフ・WR7
ウルフ・WR7 (Wolf WR7) は、ウォルター・ウルフ・レーシングが1979年のF1世界選手権参戦用に開発したフォーミュラ1カー。設計者はハーベイ・ポスルスウェイト。決勝最高成績は8位。

## 概要

### 設計
グラウンド・エフェクト効果を得るために、完全なウイングカーとしてWR7は製作された。しかし、昨年の車であるWR6よりも順位が低下。結局1979年シーズンはノーポイントに終わる。この年はオリンパスがスポンサーとなったため、昨年までの紺色ではなく、黒色の車体に金色の文字となった。
1979年末に合併したフィッティパルディで改良され、1980年にF7としてデビューした。
ウルフのシャーシの名称はWR1からWR9まであるが、このうちWR8とWR9はWR7と同一である。

### シーズン
ドライバーは3シーズン前のワールドチャンピオンであるジェームズ・ハントを迎えて開幕するが、第7戦モナコGPをリタイヤで終えるとハントは「ドライバーの腕だけでは上位進出など望めなくなっているF1に対して急激に冷めてしまった。興味が無くなった。」として完全引退を宣言、グランプリから去ってしまった。このため後任にはまだ入賞経験が無かったケケ・ロズベルグを起用した。しかしロズベルグも第8戦フランスGPでの9位が唯一の完走となり、苦戦のシーズンとなった。同年を最後にウルフはフィッティパルディ（コンストラクター名はコパスカー）に吸収合併され、消滅した。

## スペック
- タイヤ グッドイヤー
- ギヤボックス ヒューランドFG400 5速マニュアル
- エンジン コスワースDFV
- 気筒数・角度 V型8気筒・90度
- スパークプラグ チャンピオン
- 燃料・潤滑油 テキサコ

## 使用シャーシ

### ウォルター・ウルフ・レーシング
- WR7
  - 1979年第1戦-第3戦,第5戦,第7戦,第9戦
- WR8
  - 1979年第4戦,第6戦,第8戦,第10戦,第13戦,第15戦
- WR9
  - 1979年第11戦-第12戦,第14戦,第15戦

## 記録
- 入賞なし 0PP（1979年）
- ドライバーズランキング-位（ジェームス・ハント）予選最高位8位 決勝最高位8位
- ドライバーズランキング-位（ケケ・ロズベルグ）予選最高位8位 決勝最高位9位